# Bahman Group
La empresa Bahman Group fue fundada en 1952 bajo el nombre de Irán Khalij Co. Sociedad Anónima con un capital inicial de 600.000 IRR. A partir de 1959 la compañía comenzó el montaje de Mazda pick-up de tres ruedas con una capacidad de carga de 200 Kg. Más tarde, en 1971 la compañía aumentó su gama de productos para incluir Mazda 2000 de 1000cc con una capacidad de carga de 500Kg.
En el mismo año la compañía cambió el nombre a Mazda automobile production Co., luego en 1984 fueron lanzados las camionetas Mazda 1600 y la compañía cambió otra vez su nombre a Iran Vanent (pick-up) Co. En los años 1986 y 1987 se construyeron Mazda pick-up de 1800cc y la empresa se privatizó a finales de 1993, además su campo de producción se desarrolló considerablemente, por eso incluyeron diversos productos como el 323. En 1999 marcó un punto importante en la historia de la compañía y se cambió el nombre una cuarta vez al actual: Bahman Group.
En el año 2004 Bahman Group estableció Bahman Diesel Co. con el objetivo de fabricar diferentes tipos de camiones y microbuses. Así, la empresa entró en el mercado de vehículos comerciales mediante la producción de NPR, NKR y NQR bajo la marca de Isuzu Japón, después de un corto período se estableció en el mercado como un fabricante líder de automóviles, recibiendo honores en los Top Automobile Manufacturer y fue seleccionado como una de las mejores 26 unidades industriales de Irán y entre las 100 empresas más importantes del país. En el 2005, Bahman Group entró en el mercado de los SUV con el lanzamiento del 4X4 Pajero bajo la marca de Mitsubishi Japón. En 2007, con la estrategia de expansión de sus productos, Bahman Group lanzó el Mazda 3 y en el mismo año se fundó Isuzu Trucks.
Bahman Group en 2009 lanzó con éxito las versiones 4x2 y 4x4 de Capra, también un microbús con la marca Isuzu llamado Sahar. También puso en marcha el vehículo New Mazda 3 en el año 2010 como el nuevo modelo presentado simultáneamente a otros mercados globales.
La Guardia Revolucionaria Islámica controla el 45% de Bahman Group.